# Stora Sömmtjärnen
Stora Sömmtjärnen är en sjö i Ludvika kommun i Dalarna och ingår i Norrströms huvudavrinningsområde.